# 타이후안 워커
타이후안 이매뉴얼 워커(영어: Taijuan Emmanuel Walker, 1992년 8월 13일 ~ )는 메이저리그 필라델피아 필리스의 투수이다. 그는 시애틀 매리너스, 애리조나 다이아몬드 백스, 토론토 블루 제이스, 뉴욕 메츠에서 뛰었다.

## 아마추어 경력
루이지애나주 슈리브포트에서 태어난 워커는 11살에 야구를 하기 시작하기 전까지 농구에 흥미를 느꼈다. 워커는 캘리포니아주 유카이파의 유카이파 고등학교에 진학하여 투수와 유격수로 활동했다. 유카이파에서, 워커는 후에 애리조나 다이아몬드백스, 시카고 화이트삭스 등에서 3루수로 활동하는 맷 데이비슨과 함께 뛰었다.

## 전문 경력

### 시애틀 매리너스 시절
시애틀 매리너스는 2010년 MLB 드래프트에서 1라운드 전체 43슨위로 워커를 지명했다. 워커와 매리너스는 800,000 달러의 계약금을 포함하는 계약에 수락했다. 그는 루키 리그 AZL 매리너스에 계투로 4경기 출전했고, 1승 1패 1.29의 평균자책점을 기록했다. 워커는 2011년 시즌 매리너스의 상위 10위 유망주 중 하나로 선정되었으며, 베이스볼 아메리카에서는 전체 4위를 차지했다. 2012년 시즌 이전에는 매리너스에서 유망주 2위, 메이저 리그 전체 20위 유망주로 선정되었다. 워커는 2012 올스터 퓨쳐스 게임에서 선정되었다.
워커가 트리플A 퍼시픽 코스트 리그의 타코마 레이니어스 소속으로 57과 1⁄3 이닝 동안에 5승 3패 평균자책점 3.61을 기록하자, 매리너스는 2013년 8월 30일에 그를 콜업했다. 워커는 휴스턴 애스트로스를 상대로 5이닝 동안 2피안타 2탈삼진을 기록했다. 이후 그는 2013년 9월 확장 로스터를 통해 다시 콜업되었다. 그리고 그 시즌 동안에 3경기에 등판하여 15이닝 평균자책점 3.60을 기록하며 시즌을 마무리하였다. 2014년 9월 24일 로저스 센터에서 토론토 블루제이스를 상대로 8이닐 1실점을 기록하며 개인 첫 완투 경기를 기록했다.
워커는 매리너스의 선발 로테이션 멤버로 2015 시즌을 시작했다. 오클랜드를 상대로 한 첫 선발 경기에서, 워커는 3과 1⁄3이닝 9실점을 기록했다. 그는 이어진 다저스전에서도 4이닝 동안 5 실점을 허용했고 빅리그에 진출 할 준비가 되었는지에 대한 의문을 야기했다. 워커는 이어진 9 번의 선발 등판에서 단 한 번만 6 이닝 이상을 투구하였다. 그러나 워커는 6 월과 7 월에 5경기를 내리 승리하면서 그의 승패는 2승 6패에서 7승 6패가 되었다. 워커는 이후의 5경기에서 0승 1패 평균자책점 8.02를 기록하면서 고전했지만, 7월 31일 타겟 필드에서 미네소타 트윈스를 상대로 9이닐 1피안타 완투승(그의 유일한 피안타는 미겔 사노의 홈런이었다.)을 기록했다. 이번에는 매리너스의 타선이 그를 뒷받침했다. 덕분에 그는 100구를 던지는 동안 11개의 탈삼진을 기록하며, 6-1로 승리했다. 워커는 29번의 선발 등판에서 4.56의 평균자책점을 기록 했음에도 불구하고 11승 8패의 기록으로 2015 시즌을 마쳤다.
2016시즌 전반기 동안 워커는 발 부상에 시달렸다. 그는 두 차례에 걸쳐 15일 부상자 명단에 등재되었고, 후반기를 부상자 명단에서 시작했다. 올스타 브레이크 이전에 워커는 86 이닝 동안 3.66의 평균자책점과 80개의 삼진에도 불구하고 4승 7패를 기록했다. 그는 2016년 8월 8일 트리플A로 이동하였다. 2016년 9월 13일, 워커는 로스 앤젤레스 에인절스 오브 애너하임을 상대로 8-0으로 승리하면서 통산 첫 완봉승을 기록했다. 그는 6회까지 퍼펙트게임을 기록했고, 7회까지 무안타를 기록하며 무볼넷 3피안타를 허용하며 11삼진을 기록하고 경기를 마무리했다.

### 애리조나 다이아몬드 백스 시절
2016년 11월 23일, 매리너스는 워커와 함께 케텔 마르테를 보내고, 애리조나 다이아몬드백스에서 진 세구라, 미치 해니거, 잭 커티스를 받아오는 트레이드를 단행한다. 애리조나에서 첫 시즌을 보낸 워커는 28번의 선발 등판에서 157이닝 9승 9패를 기록했다.
2018년 4월 15일 워커는 오른쪽 팔뚝의 압박감으로 인해 10일 부상자 명단에 올랐다. 이틀 후인 4월 17일, 워커가 오른쪽 팔꿈치의 척측 측부 인대가 손상되었다는 진단 받았다는 사실이 밝혀졌다. 4월 18일 워커는 오른쪽 팔꿈치에 척측 측부 인대가 부분적으로 파열된 것으로 밝혀졌다. 그는 부상으로 인해 토미 존 수술이 필요했고, 그 결과 워커의 2018시즌이 조기 종료되었다.
토미 존 수술 후 그는 다이아몬드백스의 시즌 마지막 경기에 출전했다. 그리고 2019년 12월 2일, 그는 애리조나에서 방출되며 FA가되었다.
2020년 2월 4일 메이저 리그 팀의 20명의 스카우트 앞에서 운동했다.

### 시애틀 매리너스로 복귀
2020년 2월 12일 워커는 시애틀 매리너스와 1년 200만 달러의 계약을 체결하면서 매리너스에 복귀하였다.

### 토론토 블루 제이스 시절
2020년 8월 27일 매리너스는 추후 지명 선수 또는 현금을 받는 조건으로 워커를 토론토 블루제이스에 트레이드했다. 2020년 8월 29일, 그는 볼티모어 오리올스를 상대로 블루제이스에서의 데뷔전을 치렀고 6이닝 무실점을 기록하며 4피안타 만을 허용했다. 2020년 토론토 블루제이스 소속으로 워커는 6경기에 출전하여 26과 1⁄3이닝 동안 평균자책점 1.37에 25 탈삼진과 함께 2승 1패를 기록했다.

### 뉴욕 메츠 시절
2021년 2월 19일, 워커는 뉴욕 메츠와 2년 2천만 달러에 계약하였다. 그리고 2년 동안 58경기에 선발 등판하는 등 선발 로테이션을 꾸준히 소화하였고, 19승 16패 3.98의 평균자책점과 278개의 삼진을 기록하는 등 하위 로테이션 선발 투수로 준수한 모습을 보여주었다. 이러한 활약을 바탕으로 2021년 시즌에는 내셔널 리그 올스타로 선정되기도 하였다.

### 필라델피아 필리스 시절
2022년 시즌을 마친 후 FA 자격을 취득하였고, 그 해 12월 6일에 필라델피아 필리스와 4년 7200만 달러에 계약을 체결하였다.

## 스카우트 보고서
그는 90마일 중반 포심 패스트볼, 커브 볼, 체인지업을 던진다. 그는 또한 컷 패스트볼을 던지기 시작했다.

## 수상 경력
- 내셔널 리그 올스타 1회 (2021)

## 통산 투수 기록
| 연 도           | 소 속           | 나 이           | 승 리 | 패 전 | 승 률 | 평 자 책 | 출 장 | 선 발 | 완 투 | 완 봉 | 세 이 브 | 홀 드 | 이 닝 | 피 안 타 | 피 홈 런 | 볼 넷 | 고 4 | 탈 삼 진 | 몸 맞 | 보 크 | 폭 투 | 실 점 | 자 책 | 타 자 수 | W H I P |
| --------------- | --------------- | --------------- | ----- | ----- | ----- | -------- | ----- | ----- | ----- | ----- | -------- | ----- | ----- | -------- | -------- | ----- | ---- | -------- | ----- | ----- | ----- | ----- | ----- | -------- | ------- |
| 2013            | SEA             | 20              | 1     | 0     | 1.000 | 3.60     | 3     | 3     | 0     | 0     | 0        | 0     | 15.0  | 11       | 0        | 4     | 0    | 12       | 0     | 0     | 0     | 7     | 6     | 60       | 1.000   |
| 2014            | SEA             | 21              | 2     | 3     | .400  | 2.61     | 8     | 5     | 1     | 0     | 0        | 0     | 38.0  | 31       | 2        | 18    | 1    | 34       | 3     | 1     | 2     | 12    | 11    | 160      | 1.289   |
| 2015            | SEA             | 22              | 11    | 8     | .579  | 4.56     | 29    | 29    | 1     | 0     | 0        | 0     | 169.2 | 163      | 25       | 40    | 1    | 157      | 9     | 1     | 4     | 92    | 86    | 706      | 1.196   |
| 2016            | SEA             | 23              | 8     | 11    | .421  | 4.22     | 25    | 25    | 1     | 1     | 0        | 0     | 134.1 | 129      | 27       | 37    | 2    | 119      | 8     | 1     | 4     | 75    | 63    | 573      | 1.236   |
| 2017            | ARI             | 24              | 9     | 9     | .500  | 3.49     | 28    | 28    | 0     | 0     | 0        | 0     | 157.1 | 148      | 17       | 61    | 7    | 146      | 9     | 1     | 7     | 76    | 61    | 684      | 1.328   |
| 2018            | ARI             | 25              | 0     | 0     | ---   | 3.46     | 3     | 3     | 0     | 0     | 0        | 0     | 13.0  | 15       | 1        | 5     | 0    | 9        | 0     | 0     | 0     | 5     | 5     | 56       | 1.538   |
| 2019            | ARI             | 26              | 0     | 0     | ---   | 0.00     | 1     | 1     | 0     | 0     | 0        | 0     | 1.0   | 1        | 0        | 0     | 0    | 1        | 0     | 0     | 0     | 0     | 0     | 4        | 1.000   |
| 2020            | SEA             | 27              | 2     | 2     | .500  | 4.00     | 5     | 5     | 0     | 0     | 0        | 0     | 27.0  | 21       | 5        | 8     | 0    | 25       | 3     | 0     | 0     | 13    | 12    | 112      | 1.074   |
| 2020            | TOR             | 27              | 2     | 1     | .667  | 1.37     | 6     | 6     | 0     | 0     | 0        | 0     | 26.1  | 22       | 3        | 11    | 0    | 25       | 1     | 0     | 1     | 10    | 4     | 113      | 1.253   |
| 20합            | TOR             | 27              | 4     | 3     | .571  | 2.70     | 11    | 11    | 0     | 0     | 0        | 0     | 53.1  | 43       | 8        | 19    | 0    | 50       | 4     | 0     | 1     | 23    | 16    | 225      | 1.163   |
| 2021            | NYM             | 28              | 7     | 11    | .389  | 4.47     | 30    | 29    | 0     | 0     | 0        | 0     | 159.0 | 133      | 26       | 55    | 0    | 146      | 4     | 0     | 5     | 84    | 79    | 654      | 1.182   |
| 2022            | NYM             | 29              | 12    | 5     | .706  | 3.49     | 29    | 29    | 0     | 0     | 0        | 0     | 157.1 | 143      | 15       | 45    | 1    | 132      | 6     | 0     | 0     | 63    | 61    | 649      | 1.195   |
| MLB 통산 : 10년 | MLB 통산 : 10년 | MLB 통산 : 10년 | 54    | 50    | .519  | 3.89     | 167   | 163   | 3     | 1     | 0        | 0     | 898.0 | 817      | 121      | 284   | 12   | 806      | 43    | 4     | 23    | 437   | 388   | 3771     | 1.226   |

- 2022시즌 기록 중 굵은 글씨는 해당 시즌 최고 기록